# Papagena

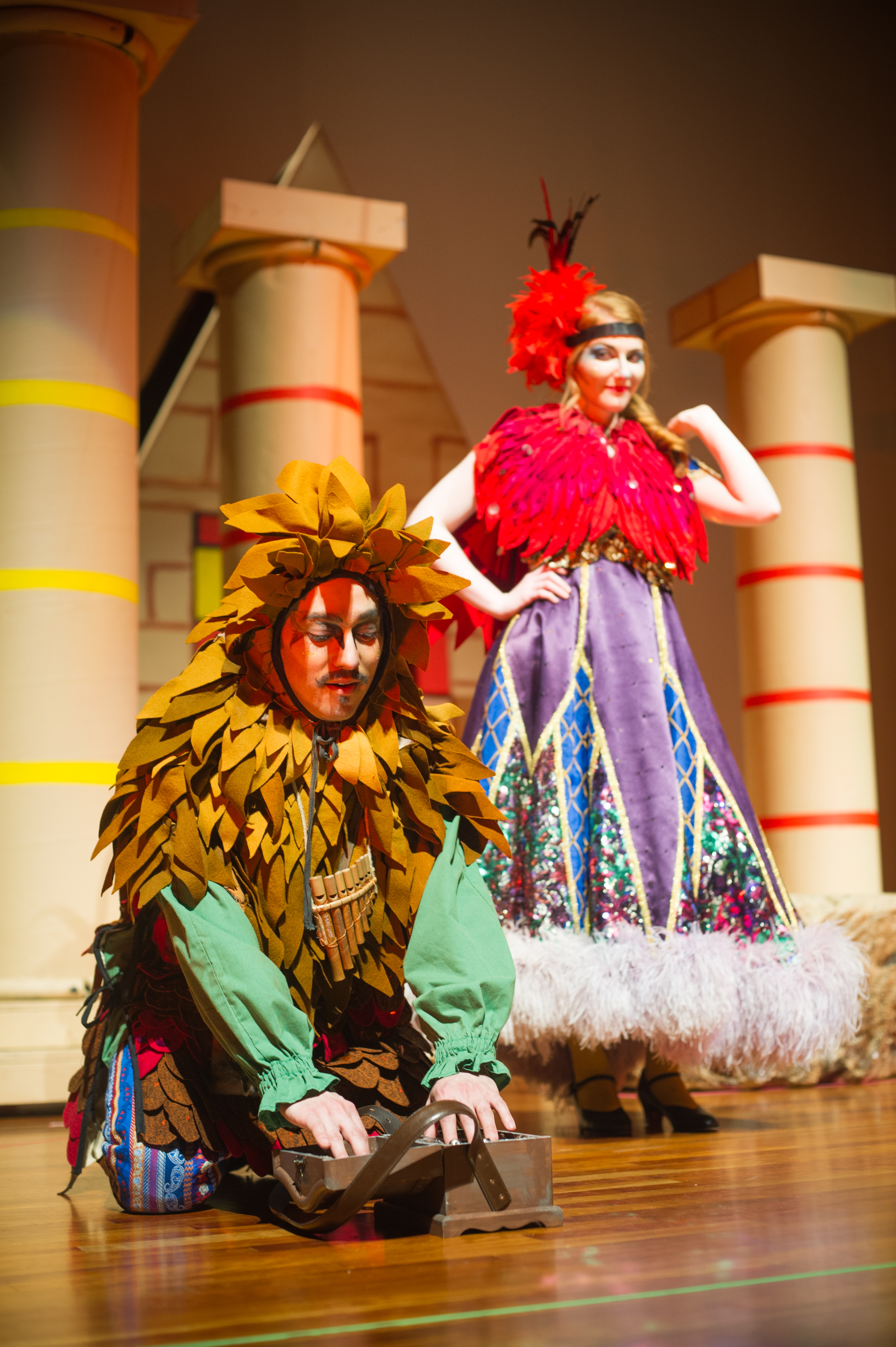
Papageno i Papagena (w tej roli Laura Shelton), Texas A&M University–Commerce

Papagena – postać fikcyjna z dwuaktowego singspielu Wolfganga A. Mozarta Czarodziejski flet (KV 620) z librettem Emanuela Schikanedera. Jest ona mieszkanką krainy rządzonej przez Sarastra, arcykapłana mądrości. Pojawia się w środku II aktu utworu, początkowo pod postacią brzydkiej staruchy, która twierdzi wszakże, iż jest młodą dziewczyną, a jej ukochany to ptasznik Papageno. Kiedy ten wreszcie, czyniąc to nawet w dość mało efektowny sposób, przyrzeka jej miłość, nałożona na nią klątwa znika i staje się ona rzeczywiście atrakcyjną i śliczną kobietą pasującą do zaskoczonego bohatera. 
Partia Papageny przeznaczona jest dla operowych sopranów. Pierwszą wykonawczynią tej roli w czasie światowej prapremiery, jaka miała miejsce w Theater im Freihaus auf der Wieden w Wiedniu 30 września 1791, była Barbara Gerl.

## Postać w utworze
Chociaż sama postać Papageny pojawia się w środku II aktu Czarodziejskiego fletu, to jej zapowiedź twórcy opery umieszczają już w duecie Papagena i Paminy Bei Männern, welche Liebe fühlen i później na początku prób, jakie młody ptasznik ma przejść wraz z księciem Taminem. Właśnie w czasie tych prób Papagena podchodzi do swojego wybranka jako brzydka, wyglądająca na naprawdę bardzo starą kobieta. Podaje mu wodę i namawia do rozmowy. W jej trakcie okazuje się, że starucha jest w rzeczywistości młodą dziewczyną zmienioną pod wpływem czaru, a jej ukochanym jest sam Papageno, czyli właśnie rozmawiający z nią ptasznik Królowej Nocy. Gromy i błyskawice przerywają jednak ich pogawędkę w momencie, gdy pada pytanie o jej imię, a sama bohaterka nagle gdzieś się zapada.
Postać zjawia się na nowo, gdy kończą się próby milczenia i Papageno poszukuje księcia Tamina, a pijąc podane mu wino znowu zaczyna marzyć o miłości. Tym razem staruszka wręcz żąda od niego przysięgi dozgonnej wierności, praktycznie grożąc mu, że w innym przypadku zostanie o samym tylko chlebie i wodzie bez przyjaciela, ale zwłaszcza bez żadnej przyjaciółki. Papageno do składanej przysięgi dodaje niemal bezgłośną klauzulę, mówiącą o tym, że jego umowa będzie obowiązywała, dotąd, dokąd nie znajdzie jakiejś młodszej i ładniejszej kobiety. Nawet taka przysięga powoduje jednak przemianę brzydkiej staruchy w obiecaną Papagenowi przed próbami podobną jemu dziewczynę, atrakcyjną i młodą Papagenę. Kapłani jeszcze i tym razem rozdzielają parę wprawiając Papagena już nie tylko we frustrację, ale i w depresję.
Trzecie wejście Papageny ma miejsce, kiedy niemogący z nią być Papageno niemal wiesza się na napotkanym drzewie. Zanim pożegna się on z zakłamanym według niego światem, uratują go Trzej Chłopcy przypominając, że ma swoje srebrne dzwoneczki, które tak wiele potrafią uczynić. Jest to najlepsza możliwa rada (Papagena, Papagena, Papagena). Kiedy tylko uratowany od samobójstwa dotyka instrumentu, zaraz zjawia się jego piękna, młoda ukochana. Odtąd mogą też planować wspólną przyszłość z wieloma dziećmi, gdzie kolejni synowie po swoim ojcu będą nosić imię Papageno, natomiast wszystkie córki pary po ich mamie otrzymają imię Papagena (Pa-Pa-Pa-Pa-Pa-Papagena, Pa-Pa-Pa-Pa-Pa-Papageno).